# دانيال تيموفتي
دانيال تيموفتي (بالرومانية: Daniel Timofte)‏ (مواليد 1 أكتوبر 1967) هو لاعب كرة قدم. يلعب مع منتخب رومانيا لكرة القدم. سبق له أن لعب في كأس العالم لكرة القدم مع منتخب بلاده.

## روابط خارجية
- دانيال تيموفتي على موقع اتحاد تركيا (لاعب) (الإنجليزية)
- دانيال تيموفتي على موقع قاعدة بيانات كرة القدم.إي يو (الإنجليزية)
- دانيال تيموفتي على موقع بيانات كرة القدم. دي إي (الألمانية)
- دانيال تيموفتي على موقع ناشيونال فوتبول تيمز (الإنجليزية)
- دانيال تيموفتي على موقع عالم كرة القدم.نت (الإنجليزية)